# Fermat-tétel (analízis)
Ez a szócikk Pierre de Fermat deriváltra vonatkozó tételéről szól. Fermat számelméleti tételeit lásd itt: Fermat-tétel.
A matematikai analízisben Fermat tétele szükséges feltételt szab a differenciálható függvények lokális szélsőértékének létezéséhez. A tétel szerint egyváltozós, differenciálható függvénynek az értelmezési tartomány belső pontjában csak akkor lehet lokális szélsőértéke, ha ott a derivált nulla.

## Motiváció
A tétel rendkívül szemléletes, hiszen azt mondja, hogy bizonyos feltételek teljesülése esetén maximum, illetve minimum csak ott lehet, ahol a függvény grafikonjához rajzolt érintő „vízszintes”. Szemléletünk alapját a polinomfüggvények és a valós analitikus függvények alkotják, melyek a történetileg kialakult függvényfogalmak legkorábbi típusai. Polinomfüggvény esetén, ha u-ban lokális minimum van, akkor van u-t megelőzően egy olyan intervallum, melyben f szigorúan monoton csökken, illetve ott a derivált negatív és u-t követően egy olyan intervallum, ahol f szigorúan monoton nő, illetve ahol a derivált pozitív. Mivel ekkor a deriváltfüggvény is folytonos, ezért Bolzano tétele miatt u-ban f ' -nak fel kell vennie a nulla értéket, nullának kell lennie. Valójában egy intervallumon értelmezett deriváltfüggvény mindig teljesíti a Darboux-tulajdonságot, azaz definíció szerint igaz rá a Bolzano-tétel állítása, így ha olyan a függvény, hogy u előtt a derivált negatív, u-t követően pedig pozitív, akkor ebből f '(u) = 0 kell hogy következzen. Nem kell azonban feltennünk még azt sem, hogy legyen u előtt és után olyan intervallum, ahol a derivált negatív, illetve pozitív, ami szerencse is, hiszen vannak a modern függvényfogalomnak olyan esetei, amikor ez nem teljesül. A Fermat-tétel az előbb említetteknél jóval gyengébb, pusztán lokális megszorításokat tartalmazó feltételek mellett is igaz. A bizonyításban ekkor szerephez jutnak olyan elemek, melyek a függvény, a függvényhatárérték és a differenciálhatóság definíciójának kontraintuitív tartalmait képviselik, így lesz igaz a nem intuitív esetekben is az intuitív tétel.

## A tétel
Legyen f valós-valós differenciálható függvény, u az értelmezési tartományának belső pontja. Ha u-ban f-nek lokális maximuma vagy lokális minimuma van, akkor ott deriváltja nulla:
{\displaystyle f'(u)=0\,}

## Bizonyítás

### A derivált definíciójából
Tegyük fel, hogy u-ban a függvénynek lokális minimuma van (ellenkező esetben alkalmazzuk a tételt -f-re). Legyen V olyan nyílt környezete u-nak, ahol f értékei nem kisebbek, mint f(u) (azaz a lokális minimumérték). Tetszőleges, V-beli és az értelmezési tartománybeli olyan x-szel, melyre x > u teljesül:
{\displaystyle f(x)-f(u)\geq 0\,}
így
{\displaystyle {\frac {f(x)-f(u)}{x-u}}\geq 0}
tehát a határérték és a rendezés tulajdonságai miatt:
{\displaystyle f'(u)=\lim \limits _{x\to u+}{\frac {f(x)-f(u)}{x-u}}\geq 0}
ahol az egyenlőség az u-beli differenciálhatóság miatt igaz.
Hasonlóképpen, ha x olyan V-beli, hogy x < u, akkor
{\displaystyle f(x)-f(u)\geq 0\,},
{\displaystyle {\frac {f(x)-f(u)}{x-u}}\leq 0}
tehát a határérték és a rendezés tulajdonságai miatt:
{\displaystyle f'(u)=\lim \limits _{x\to u-}{\frac {f(x)-f(u)}{x-u}}\leq 0}
f'(u) ≥ 0 és f'(u) ≤ 0 miatt pedig:
{\displaystyle f'(u)=0\,}. ■
Megjegyzés. A bizonyításból kiderül, hogy a tétel akkor is igaz, ha u nem feltétlenül belső pontja az értelmezési tartománynak, hanem olyan pontja, mely mind bal oldali, mind jobb oldali torlódási pontja. Természetesen ekkor a derivált definícióját ki kell terjeszteni az ilyen pontokra. Ekkor azonban fontos megjegyezni, hogy például egy intervallum két végpontjára, mint u-ra felírva nem teljesül a Fermat-tétel feltétele (ahogy nem is igaz a tétel sem!).

### Átviteli elvvel
A határértékre vonatkozó átviteli elvet általában akkor célszerű használni, ha tudjuk, hogy egy adott határérték létezik, csak meg kell állapítanunk az értékét. A mostani pont ez a szituáció.
Legyen B(u,δ) olyan környezete u-nak, mely teljes egészében az értelmezési tartományban van és melyre leszűkítve f-et u-ban minimuma van. Legyen
{\displaystyle x_{n}:=(-1)^{n}{\frac {\delta }{n}}}
Az u-beli differenciálhatóság és az átviteli elv miatt a lent szereplő határértékek léteznek és a következő egyenlőtlenségek igazak rájuk:
{\displaystyle f'(u)=\lim \limits _{n\to \infty }{\frac {f(u+x_{2n+1})-f(u)}{x_{2n+1}}}\leq 0\leq \lim \limits _{n\to \infty }{\frac {f(u+x_{2n})-f(u)}{x_{2n}}}=f'(u)}
ahonnan f '(u) = 0 következik.■

### A nemsztenderd analízis eszközeivel
A differenciálhatóságból következik, hogy létezik olyan c sztenderd valós szám, hogy tetszőleges h végtelenül kicsiny nemsztenderd számra:
{\displaystyle c\cong {\frac {f(u+h)-f(u)}{h}}}
Tegyük fel, hogy u-ban a függvénynek lokális minimuma van (ellenkező esetben alkalmazzuk a tételt -f -re). Ebből következik, hogy tetszőleges h pozitív végtelenül kicsiny számra:
{\displaystyle c\cong {\frac {f(u-h)-f(u)}{-h}}\leq 0\leq {\frac {f(u+h)-f(u)}{h}}\cong c}
így
{\displaystyle c\cong 0}
, amiből – tekintve, hogy c sztenderd szám – a kívánt f '(u) = c = 0 egyenlőség következik. ■

## Többdimenziós általánosítás
Kétváltozós, valós értékű differenciálható függvény esetén a Fermat-tétel szemléletes jelentése, hogy a szélsőértékekhez rajzolt érintősík „vízszintes”.
Ha f valós értékű, az U ⊆ R² nyílt halmazon értelmezett differenciálható függvény, és az U halmaz egy u pontjában minimuma vagy maximuma van, akkor df(u)=0 illetve a parciális deriváltakra:
{\displaystyle {\frac {\partial f(u)}{\partial x}}=0} és {\displaystyle {\frac {\partial f(u)}{\partial y}}=0}
(mindez a szükséges változtatásokkal Rm-ben is igaz).
Bizonyítás. A tétel az egyváltozós tétel következménye, hiszen ha feltesszük a totális differenciálhatóságot, akkor a parciális deriváltak is léteznek és a differenciál leképezés nem lesz más mint az a lineáris leképezés, amit a parciális deriváltakból álló sormátrix (f Jacobi-mátrixa) meghatároz. Ha tehát szélsőértéke van u=(u1,u2)-ben f-nek, akkor az f( . ,u2) parciális függvénynek is szélsőértéke van u1-ben és az f(u1, . ) parciális függvényeknek is szélsőértéke van u2-ben, tehát deriváltjaik az adott pontban nullák.